# فرودگاه بیهای فوچنگ
فرودگاه بیهای فوچنگ (به انگلیسی: Beihai Fucheng Airport) یک فرودگاه همگانی با کد یاتا BHY است. این فرودگاه در کشور چین قرار دارد.

## شرکت‌های هواپیمایی و مقصدهای پروازی
| شرکت‌های هواپیمایی      | مقصدهای پروازی |
| ---------------------- | --- |
| ایر چاینا              | پکن |
| Chengdu Airlines       | چنگدو شوانگلیو، چنگچینگ ییانگبی |
| هواپیمایی شرقی چین     | هنگ کنگ، کونمینگ چانگشوی، شانگهای پودنگ                                                                                                 |
| China Express Airlines | گایلین لیانگ‌جیانگ، لانگ‌دونگ‌بائو گوئی‌یانگ                                                                                                |
| هواپیمایی جنوبی چین    | پکن، چانگشا هوانگهوا، چنگچینگ ییانگبی، بایون گوآنگجو، هاربین تایپینگ، ژی‌جیانگ، شنینگ تخین، شیاژونگ ژنگدینگ، شی‌آن شیان‌یانگ، ژنگژو سین‌ژنگ |
| جونیائو ایرلاینز       | لیجیانگ سانی، نانجینگ لوکو، شانگهای پودنگ، شنینگ تخین، شنژن بن                                                                          |
| رویلی ایرلاینز         | کونمینگ چانگشوی |
| سیچوان ایرلاینز        | هاربین تایپینگ، شی‌آن شیان‌یانگ |
| اسپرینگ ایرلاینز       | سووارنابومی، هاربین تایپینگ، شانگهای پودنگ                                                                                              |
| تیانجین ایرلاینز       | لویانگ بیجیائو، ووهان تیانهه |